# Lee Henderson
Lee Henderson (* 1974 in Saskatoon) ist ein kanadischer Schriftsteller und Journalist, der 2009 mit seinem Buch The Man Game sowohl den Ethel Wilson Fiction Prize als auch den City of Vancouver Book Award gewinnen konnte.

## Leben
Lee Henderson wuchs in seinem Geburtsort und in Calgary auf. Bis 1999 studierte er Kreatives Schreiben an der University of British Columbia. Seit 1994 hat er seinen Wohnsitz in Strathcona, Vancouver, wo er in direkter Nachbarschaft zu vielen Musikern und Künstlern lebt. Seine Kurzgeschichten erschienen in verschiedenen Anthologien und seine journalistischen Arbeiten veröffentlichte die The Vancouver Sun. Die Kurzgeschichte Sheep Dub war Bestandteil der Journey Prize Anthologie 2000 und Conjugation erschien 2006 in der Journey Prize Anthologie. Außerdem stand die letztgenannte Kurzgeschichte auf der Shortlist des Journey Prize.
2002 veröffentlichte er seine erste Sammlung von Kurzgeschichten, The Broken Record Technique, die 2003 mit dem Danuta Gleed Literary Award ausgezeichnet wurde, einem Preis, der der besten englischsprachigen Kurzgeschichtensammlung eines kanadischen Schriftstellers verliehen wird und der das Andenken Danuta Gleeds ehrt. Seitdem gilt Lee Henderson als eines der größten Talente der kanadischen Literaturszene.
Hendersons erster Roman, The Man Game (2009), stand auf der Shortlist des Rogers Writers’ Trust Fiction Prize und gewann sowohl den Ethel Wilson Fiction Prize als auch den City of Vancouver Book Award in seinem Erscheinungsjahr. An dem historischen Roman, der bewusst mit den Klischees des Genre spielt, arbeitete Henderson acht Jahre lang mit zehn unterschiedlichen Endfassungen. Als seine Inspirationsquellen für diesen Roman bezeichnet er Samuel Beckett, Cormac McCarthy, David Foster Wallace (Unendlicher Spaß), Robert Kroetsch (The Studhorse Man) und Ben Marcus (The Age of Wire and String).
Des Weiteren arbeitet Lee Henderson als Redakteur und Mitherausgeber für die Kunstmagazine Border Crossings und Contemporary, für die er Artikel über die Kunst und Künstler des Großraums Vancouvers verfasst. Darüber hinaus zeichnet er, wobei er zwischenzeitlich plante, Animationen zu gestalten, fungiert als Kurator von Kunstausstellungen und improvisiert Musikkonzerte.
Lee Henderson lebt mit seiner Frau Anu in Vancouver und unterrichtet am  Banff Writing Studio Kreatives Schreiben.

## Werk
- The Broken Record Technique. Penguin Canada 2002, ISBN 0-14-100568-8.[3]
- The Man Game. Penguin Canada 2008, ISBN 978-0-670-91147-9.[4]

## Auszeichnungen und Nominierungen
- 2003: Danuta Gleed Literary Award für das Jahr 2002 für  The Broken Record Technique
- 2006: Shortlist des Journey Prize für Conjugation
- 2009: City of Vancouver Book Award für  The Man Game
- 2009: Ethel Wilson Fiction Prize für  The Man Game
- 2009:  Shortlist des Rogers Writers’ Trust Fiction Prize für  The Man Game